# ジョゼ・サラマーゴ
ジョゼ・サラマーゴ（José de Sousa Saramago ポルトガル語発音: [ʒuˈzɛ ðɨ ˈsozɐ sɐɾɐˈmaɣu], 1922年11月16日 - 2010年6月18日）は、ポルトガルの作家・劇作家・ジャーナリスト。1998年にポルトガル語世界（ルゾフォニア）初のノーベル文学賞受賞作家となった。

## 経歴
リスボンから100キロ北東の寒村アジニャーガに、農家の息子として生まれる。高校を中退し、整備工として職業訓練を受ける。いくつもの職を転々とした後、ジャーナリストとして活動していたが、『Diário de Notícias』副編集長時代に政治的な事件から1975年に職を追われる。1975年から1980年までは翻訳家として生計を立てていたが、以降、職業作家をめざし、1980年代から精力的に作品を発表しはじめる。
1982年発表の『修道院回想録』で国際的評価を集める。1998年、「想像、哀れみ、アイロニーを盛り込んだ寓話によって我々がとらえにくい現実を描いた」としてノーベル文学賞を受賞。晩年はスペインのカナリア諸島の最北東端ランサローテ島で暮らしていた。
2010年6月18日に死去。87歳没。
ジョゼ・サラマーゴを撮影したドキュメンタリーに『ジョゼとピラール』（ミゲル・ゴンサルヴェス・メンデス監督）があり、病に倒れながらも『象の旅』を書き終える過程が描かれた。

## 特徴
しばしば長さ1ページ以上の長い文を書く傾向がある。段落は、通常の小説の章の長さに匹敵するほどである。対話を区切るために「」や『』といった引用符を使わないなど、個性的なこれら特徴から、独特の文体のリズムを持っている。

## 思想
ポルトガル共産党に所属しており、自身も無神論者であることを認め、体制に批判的な立場を貫いている。また、ポルトガルとスペインが政治的に統合して一つの国になるべきだという主張（イベリスモ）を展開し、両国で論争を巻き起こしている。

## 主な作品
- Terra do Pecado (1947)
- Os Poemas Possíveis (1966)
- Provavelmente Alegria (1970)
- Deste Mundo e do Outro (1971)
- A Bagagem do Viajante (1973)
- As Opiniões que o DL teve (1974)
- O Ano de 1993 (1975)
- Os Apontamentos (1976)
- Manual de Pintura e Caligrafia (1977)
- Objecto Quase (1978)
- Viagem a Portugal (1981)
- 『修道院回想録』Memorial do Convento (1982)
- 『リカルド・レイスの死の年』O Ano da Morte de Ricardo Reis (1986)
- A Jangada de Pedra (1986)
- História do Cerco de Lisboa (1989)
- O Evangelho Segundo Jesus Cristo (1991)
- 『白の闇』Ensaio sobre a Cegueira (1995)
- 『あらゆる名前』Todos os Nomes (1997)
- 『見知らぬ島への扉』O Conto da Ilha Desconhecida (1997)
- A Caverna (2001)
- 『複製された男』O Homem Duplicado (2003)
- 『見ること』Ensaio sobre a Lucidez (2004)
- Don Giovanni ou o Dissoluto Absolvido (2005)
- As Intermitências da Morte (2005)
- 『象の旅』A Viagem do Elefante (2008)
- Caim (2009)

## 邦訳
- 『修道院回想録　バルタザルとブリムンダ』谷口伊兵衛・ジョバンニ・ピアッザ 訳、而立書房、1998年。
  - 『修道院覚書 バルタザールとブリムンダ』木下眞穂 訳、河出書房新社、2025年。
- 『あらゆる名前』星野祐子 訳、彩流社、2001年。
- 『白の闇』雨沢泰 訳、日本放送出版協会、2001年。
  - 『白の闇』新装版、雨沢泰訳、日本放送出版協会、2008年5月、ISBN 9784140055434
  - 『白の闇』（河出文庫, サ6-1）、雨沢泰訳、河出書房新社、2020年3月、ISBN 9784309467115
- 『見知らぬ島への扉』黒木三世 訳、アーティストハウス、2001年。
- 『リカルド・レイスの死の年』岡村多希子 訳、彩流社、2002年。
- 『複製された男』阿部孝次 訳、彩流社、2012年。
- 『だれも死なない日』雨沢泰 訳、河出書房新社、2021年。
- 『象の旅』木下眞穂 訳、書肆侃侃房、2021年。
- 『見ること』雨沢泰 訳、河出書房新社、2023年。

## 映画化
- 『複製された男』 （ドゥニ・ヴィルヌーヴ監督、主演:ジェイク・ギレンホール、2014年）
- 『ブラインドネス』 白の闇の映画化。（フェルナンド・メイレレス監督、出演:ジュリアン・ムーア 他、2008年）